# Dósa Elek
Makfalvai Dósa Elek (Marosvásárhely, 1803. március 15. – Pest, 1867. november 19.) jogi doktor, akadémiai jogtanár, a képviselőház alelnöke, az MTA tiszteleti tagja, költő.

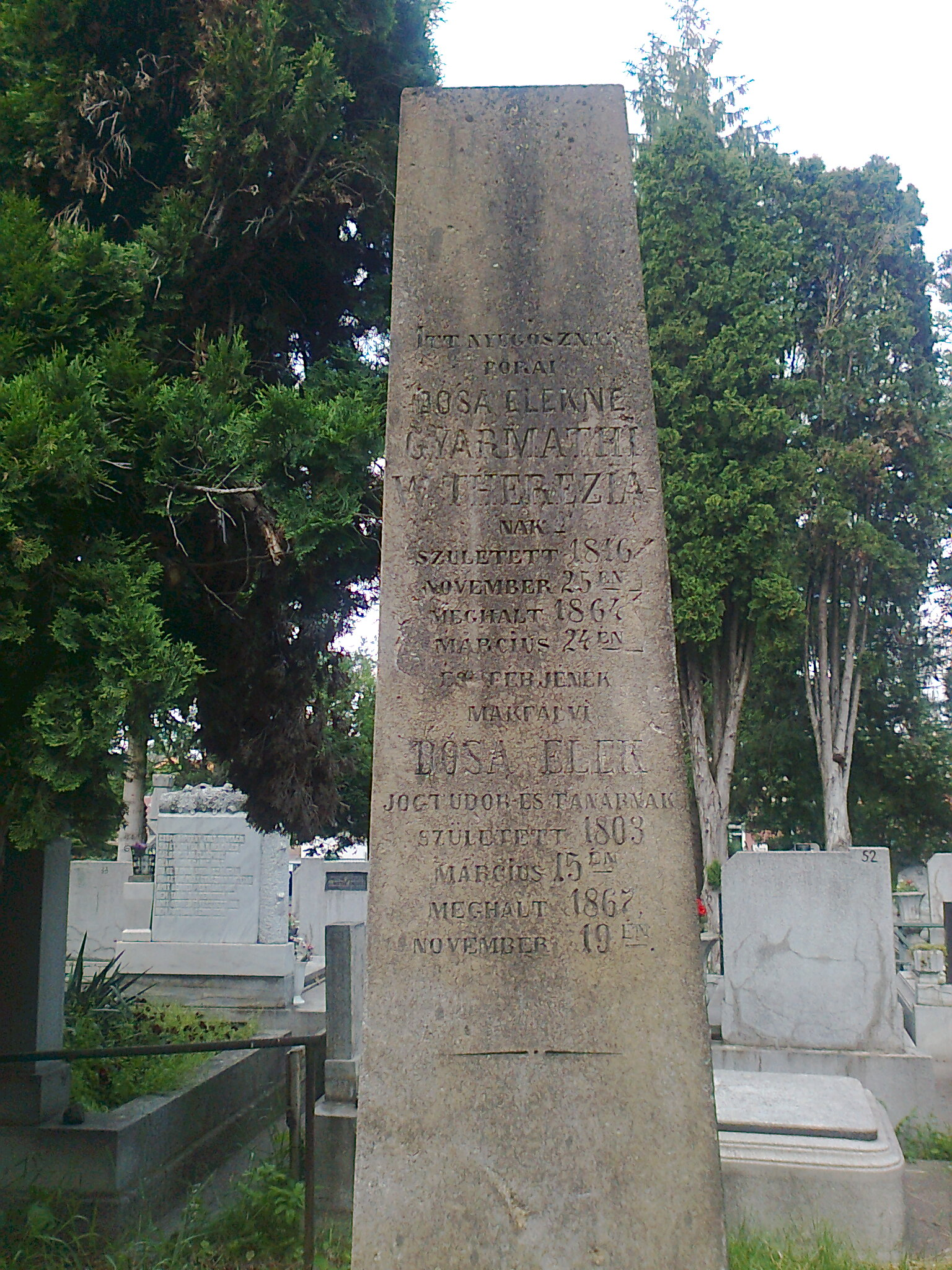
Síremléke a marosvásárhelyi református temetőben

## Élete
Dósa Gergely jogtanár fia volt. Hétéves korában, 1810. február 10-én szülővárosában a Református Kollégium első osztályába lépett és 1819. július 3-án a felsőbb tudományokat hallgató ifjak közé került. 1825-ben a filológiai osztályban köztanító lett, majd 1827. január 30-án a hazai jogból, törvényszéki gyakorlatból és hazai történelemből vizsgázott. Áprilistól fogva Bárczay Pál Pest megyei alispán, később november 11-étől Hubay József ügyvéd mellett gyakornokoskodott. 1828. május 19-én a büntetőjogból, július 14-én a római jogból, 1829. január 28-án az egyházi jogból tett vizsgáiról nyert okleveleket. 1828. szeptember 24-én ügyvédi censurát és 1829. január 9-én, február 20-án és április 24-én, jogi doktori szigorlatokat tett és ezzel Erdélyben az első jogi doktor volt. Pesten két és fél évet töltött el; közben 1827 szeptemberében és októberében Kövy Sándor jogtanárt hallgatta Sárospatakon. 1830-ban Szentkirályi Mórral Németországba utazott és az ottani egyetemeket látogatta.
1831. január 22-én történt beiktatása és beköszöntése a marosvásárhelyi református jogi akadémián, ahol 1848 májusáig működött. Ezen év izgalmas napjaiban, mint a Széchenyi István elveit valló és követő mérsékelt ellenzéki megtartotta irányát. 1849. február 12-én Csány László kormánybiztos Marosszék kormánybiztosává nevezte ki; ezért az osztrák kormány Marosvásárhelyre internálta s javait zár alá tétette. 1850 szeptemberében a kollégiumi elöljáróság reá ruházta a pedagogarchai hivatalt. 1851. október 15-én a pesti haditörvényszék elé idézték és decemberben hazabocsátották; azonban 1852. május 4-én négy évi várfogságra ítéltek és május 9-én elfogták, mire Szebenbe s onnan Josefstadtba vitték; félévi fogságából császári kegyelem útján november 25-én haza bocsátották. Ezután a kollégium és magánosok jogügyeivel foglalkozott.
1857. december 6-án az egyházi főtanács a marosvásárhelyi református egyház algondnokává, 1865. június 19-én főgondnokává választotta. 1860. december 30-án meghívták a gyulafehérvári értekezletre a székely nemzet részéről. 1862. szeptember 9-én jogi tanszékét a marosvásárhelyi református kollégiumban újra elfoglalta. 1866-ban szülővárosa a pesti országgyűlésbe választotta képviselőjéül és a képviselőház megválasztotta alelnökének. A Magyar Tudományos Akadémia 1861. december 20-án választotta levelező és 1865. december 10-én tiszteleti tagjának.
Sírja a marosvásárhelyi református temetőben van, közel a két Bolyai sírjához.

## Munkái
- A makfalvi oskola fölállításáról jelentés. Marosvásárhely, 1833.
- Erdélyhoni jogtudomány, az alkotmányos Erdélyhonban az 1000-ik év óta törvényszerűen költ s az 1849. évig érvényességgel birt törvények és szokások szerint szerkesztve. Kolozsvár, 1861. Három kötet. (A m. tudom. akadémia 200 arany nagy jutalmában részesült.) (II. és III. kötet)
- Az erdélyhoni evangelico-reformátusok egyházi jogtana. Pest, 1863. (Ism. Sárospataki Füzetek.)

### Kéziratban
A nemtelen jószágot nem bírhat? (1 ív, 4r.), Értekezés a törvénykezési bizonylatokról, melyet Bentham Jeremiás angol jogtudós kézirataiból szerkesztett Dumont István genevai képviselő; francziából magyarosított a 2. kiadás után józsefvárosi fogságában 1852. jún. 23. kezdve. (57 ív, 2r.), A jogbiztonság feltételéről. Pest, 1866. júl. 9., Kivonatok a jogi tudományokból latinul 1827–28. (139 ív, 4r.), Versírási próbagyakorlatok magyarul és latinul 1816–17. Levelei Bod Péterhez 1823–63. 18 db. Levélfogalmazványai, kézirati egyéb művei.

### Értekezései
A három politikai rendszerről, honi tapasztalások szerint (Nemzeti Társalkodó 1832), A szokásról törvényes értelemben (Uo. 1834. 10–12.), Az erdélyi ref. egyházban az egyházi jegyzők successiója nem abusus (Uo. 1845. 63. sz. és Mult és Jelen 485. 492. l.)
Levele báró Wesselényi Miklóshoz (Tört. Lapok II. 1875, 268. l.)